# 的士數
第{\displaystyle n}個的士數（Taxicab number），一般寫作{\displaystyle \operatorname {Ta} (n)}或{\displaystyle \operatorname {Taxicab} (n)}，定義為最小的數能以{\displaystyle n}個不同的方法表示成兩個正立方數之和。1938年，G·H·哈代與愛德華·梅特蘭·賴特證明對於所有正整數{\displaystyle n}這樣的數也存在。可是他們的證明對找尋的士數毫無幫助，截止現時，只找到6個的士數（ A011541）：
{\displaystyle {\begin{aligned}\operatorname {Ta} (1)=2&=1^{3}+1^{3}\end{aligned}}}
{\displaystyle {\begin{aligned}\operatorname {Ta} (2)=1729&=1^{3}+12^{3}\\&=9^{3}+10^{3}\end{aligned}}}
{\displaystyle {\begin{aligned}\operatorname {Ta} (3)=87539319&=167^{3}+436^{3}\\&=228^{3}+423^{3}\\&=255^{3}+414^{3}\end{aligned}}}
{\displaystyle {\begin{aligned}\operatorname {Ta} (4)=6963472309248&=2421^{3}+19083^{3}\\&=5436^{3}+18948^{3}\\&=10200^{3}+18072^{3}\\&=13322^{3}+16630^{3}\end{aligned}}}
{\displaystyle {\begin{aligned}\operatorname {Ta} (5)=48988659276962496&=38787^{3}+365757^{3}\\&=107839^{3}+362753^{3}\\&=205292^{3}+342952^{3}\\&=221424^{3}+336588^{3}\\&=231518^{3}+331954^{3}\end{aligned}}}
{\displaystyle {\begin{aligned}\operatorname {Ta} (6)=24153319581254312065344&=582162^{3}+28906206^{3}\\&=3064173^{3}+28894803^{3}\\&=8519281^{3}+28657487^{3}\\&=16218068^{3}+27093208^{3}\\&=17492496^{3}+26590452^{3}\\&=18289922^{3}+26224366^{3}\end{aligned}}}
{\displaystyle \operatorname {Ta} (2)}因為哈代和拉馬努金的故事而為人所知：
|  | 拉馬努金病重，哈代前往探望。哈代說：「我乘計程車來，車牌號碼是{\displaystyle 1729}，這數真沒趣，希望不是不祥之兆。」拉馬努金答道：「不，那是個有趣得很的數。可以用兩個立方之和來表達而且有兩種表達方式的數之中，{\displaystyle \color {blue}{1729}}是最小的。」（即{\displaystyle 1729=1^{3}+12^{3}=9^{3}+10^{3}}，後來這類數稱為的士數。）利特爾伍德回應這宗軼聞說：「每個整數都是拉馬努金的朋友。」 |

在{\displaystyle \operatorname {Ta} (2)}之後，所有的的士數均用電腦來尋找。

## Ta(6)的找尋
- 證明了{\displaystyle \operatorname {Ta} (6)\leq 8230545258248091551205888}。
- 1998年丹尼爾·朱利阿斯·伯恩斯坦（英语：Daniel J. Bernstein）證實{\displaystyle 391909274215699968\geq \operatorname {Ta} (6)\geq 10^{18}}
- 2002年證明{\displaystyle \operatorname {Ta} (6)\leq 24153319581254312065344}
- 2003年5月，確定{\displaystyle \operatorname {Ta} (6)>6.8\times 10^{19}}，且、及顯示{\displaystyle \operatorname {Ta} (6)=24153319581254312065344}的機會大於99%。

## 參看
- 一般化的士數：多個多次冪之和
- 士的數：兩個不論正負的立方數之和
- 三立方数和

## 外部連結
- A 2002 post to the Number Theory mailing list by Randall L. Rathbun （页面存档备份，存于）
- Grime, James; Bowley, Roger. Haran, Brady , 编. . Numberphile.   [2020-10-25]. （原始内容存档于2017-03-06）.
- Taxicab and other maths at Euler （页面存档备份，存于）
- Singh, Simon. Haran, Brady , 编. . Numberphile.   [2020-10-25]. （原始内容存档于2015-12-03）.